# Hedtjärnen (Grangärde socken, Dalarna, 667059-143810)
Hedtjärnen är en sjö i Ludvika kommun i Dalarna och ingår i Norrströms huvudavrinningsområde.